# Johann Jacob Bach
Johann Jacob Bach, född 9 februari 1682 i Eisenach, död 16 april 1722 i Stockholm, var en tysk-svensk musiker. Han var äldre bror till Johann Sebastian Bach. Han har även kallats Stockholms-Bach. 
Johann Jacob föddes år 1682 och enrollerades i Gustav Adam Taubes dragonregemente som blåsare (hautboist) 1704. Enligt en obekräftad tradition skrev Johann Sebastian Bach ett verk till avskedet från sin bror som hette Capriccio sopra la lontananza del fratello dilettissimo (”Capriccio vid en högt älskad broders avresa”). Han deltog som karolinsk hautboist i Karl XII:s fälttåg, bland annat vid Poltava 1709, och var sedan hos Karl XII i Konstantinopel år 1713. Efter 1713 var han flöjtist i hovkapellet i Stockholm. Han gifte sig 1715 med Susanna Maria Gart (död 1719), dotter till köpmannen N. Dichett/Tiquet, med vilken han fick dottern Anna Maria 1718. 1721 gifte han sig som änkeman med änkan Ingeborg Magdalena Swan. Bach avled barnlös 1722 (dottern redan död) och är begraven i Stockholm.